# Brown Hills
Die Brown Hills (englisch für Braune Hügel) sind eine Gruppe unverschneiter Hügel in der antarktischen Ross Dependency. In den Cook Mountains liegen sie nördlich des unteren Abschnitts des Darwin-Gletschers.
Teilnehmer einer Mannschaft zur Erkundung des Darwin-Gletschers bei der Commonwealth Trans-Antarctic Expedition (1955–1958) benannten sie nach ihrer Färbung.